# St. Katharina (Bad Soden)

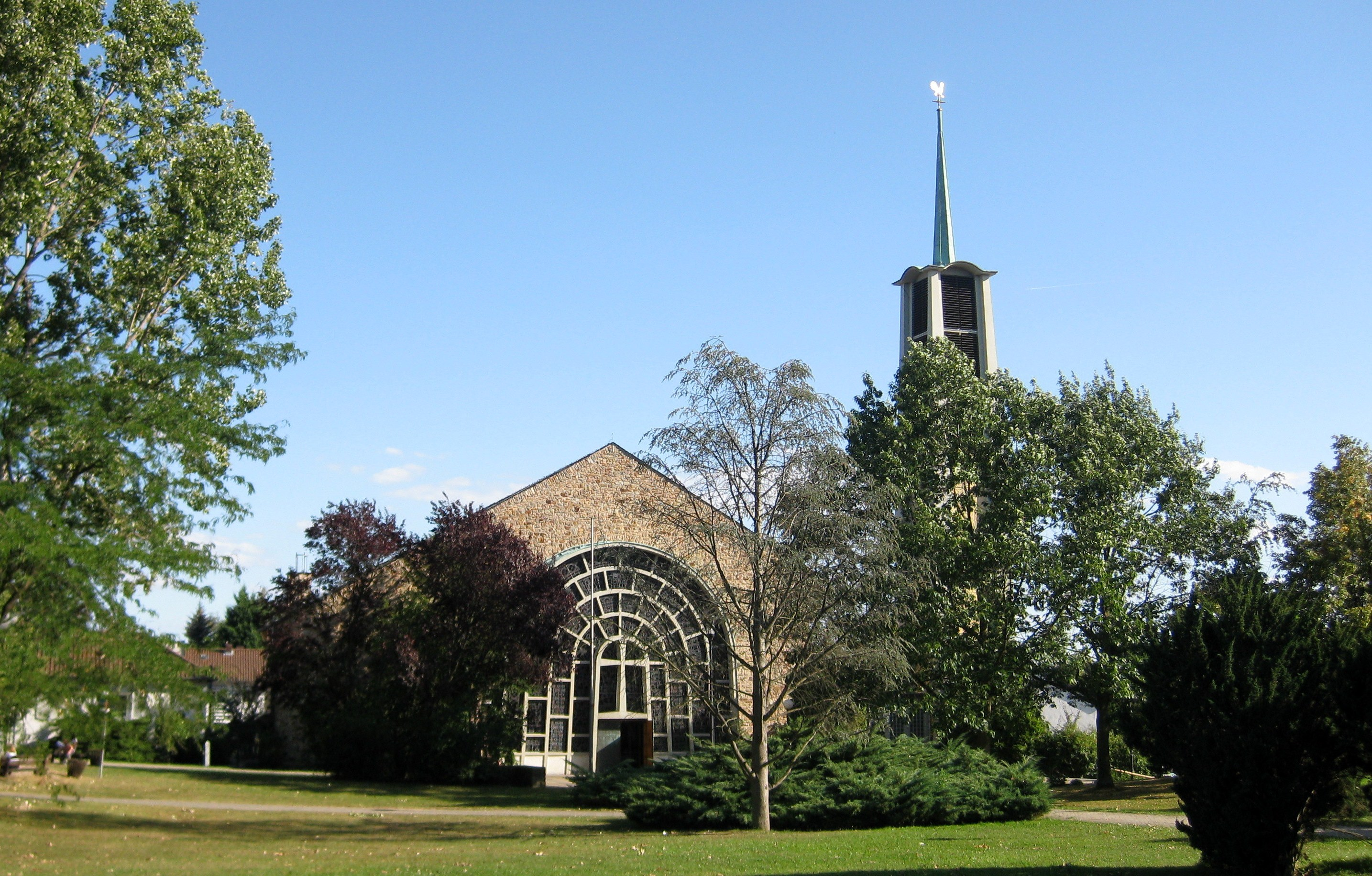
St. Katharina und neuer Kurpark

St. Katharina in Bad Soden am Taunus in Hessen ist eine katholische Kirche, die sich im am Rande des neuen Kurparks der Stadt befindet.

## Vorgängerbau

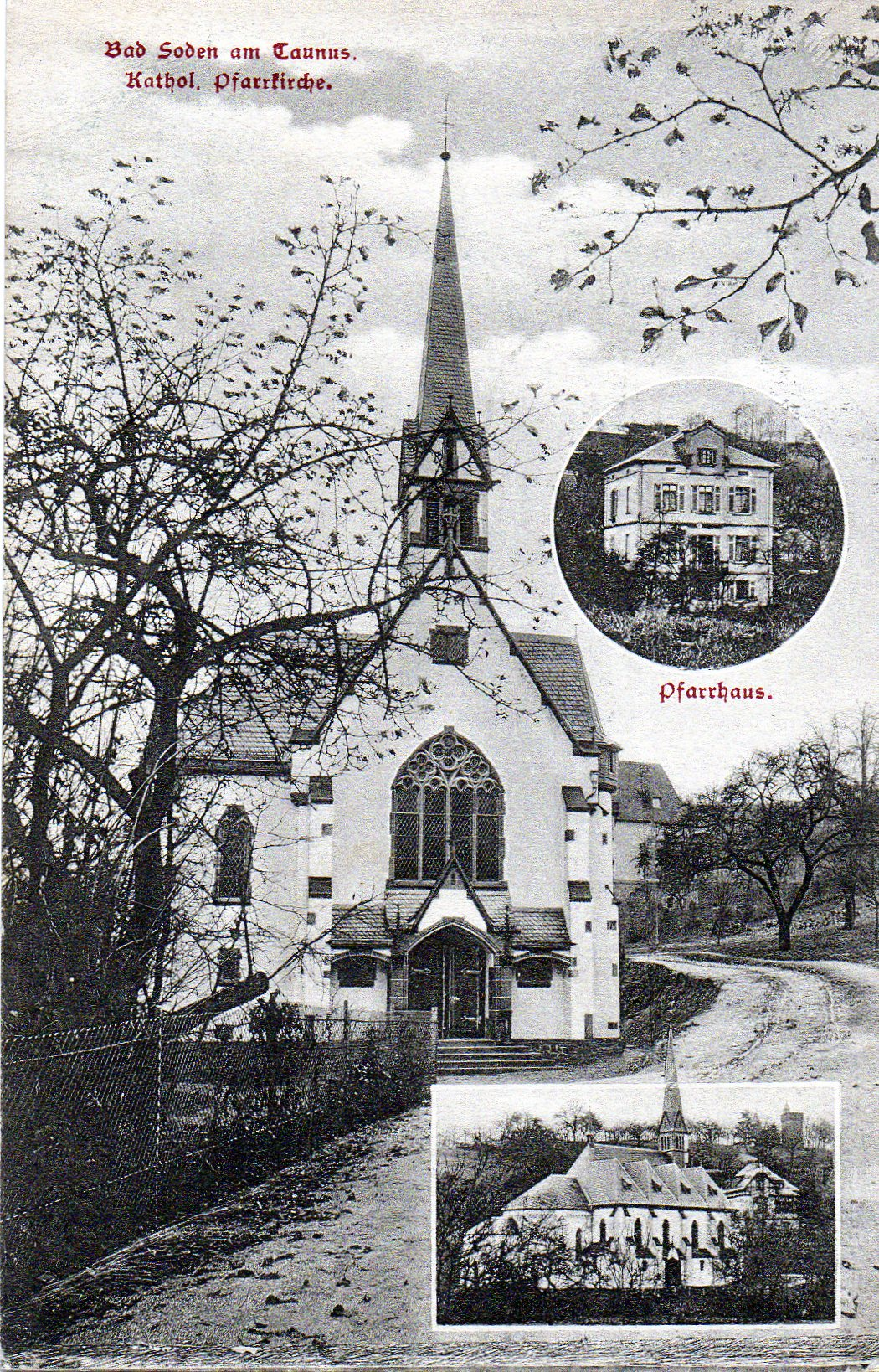
Die Alte Pfarrkirche im Jahr 1906

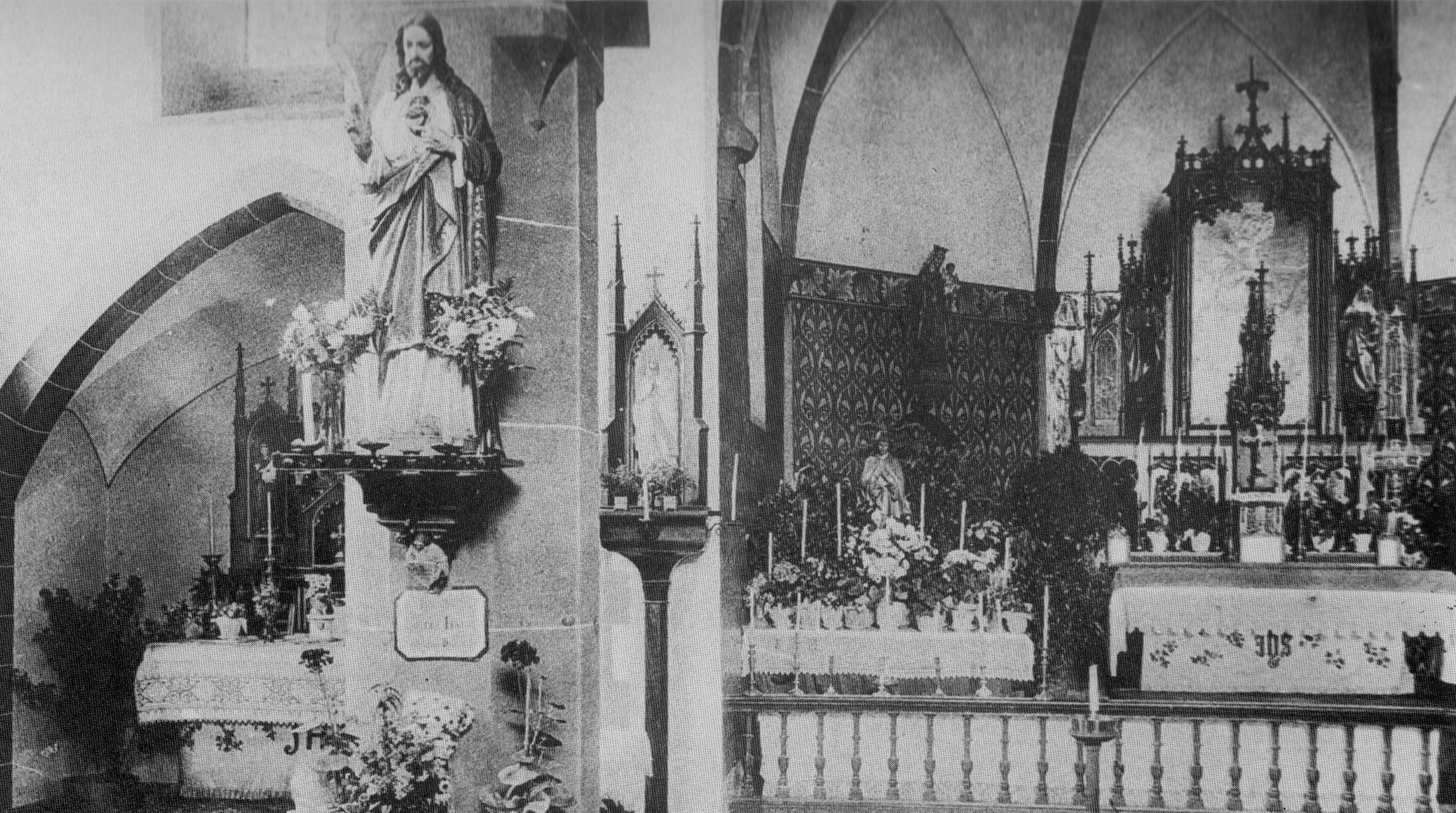
Eine alte Innenansicht der Kirche von 1904; Blick auf den neugotischen Hauptaltar

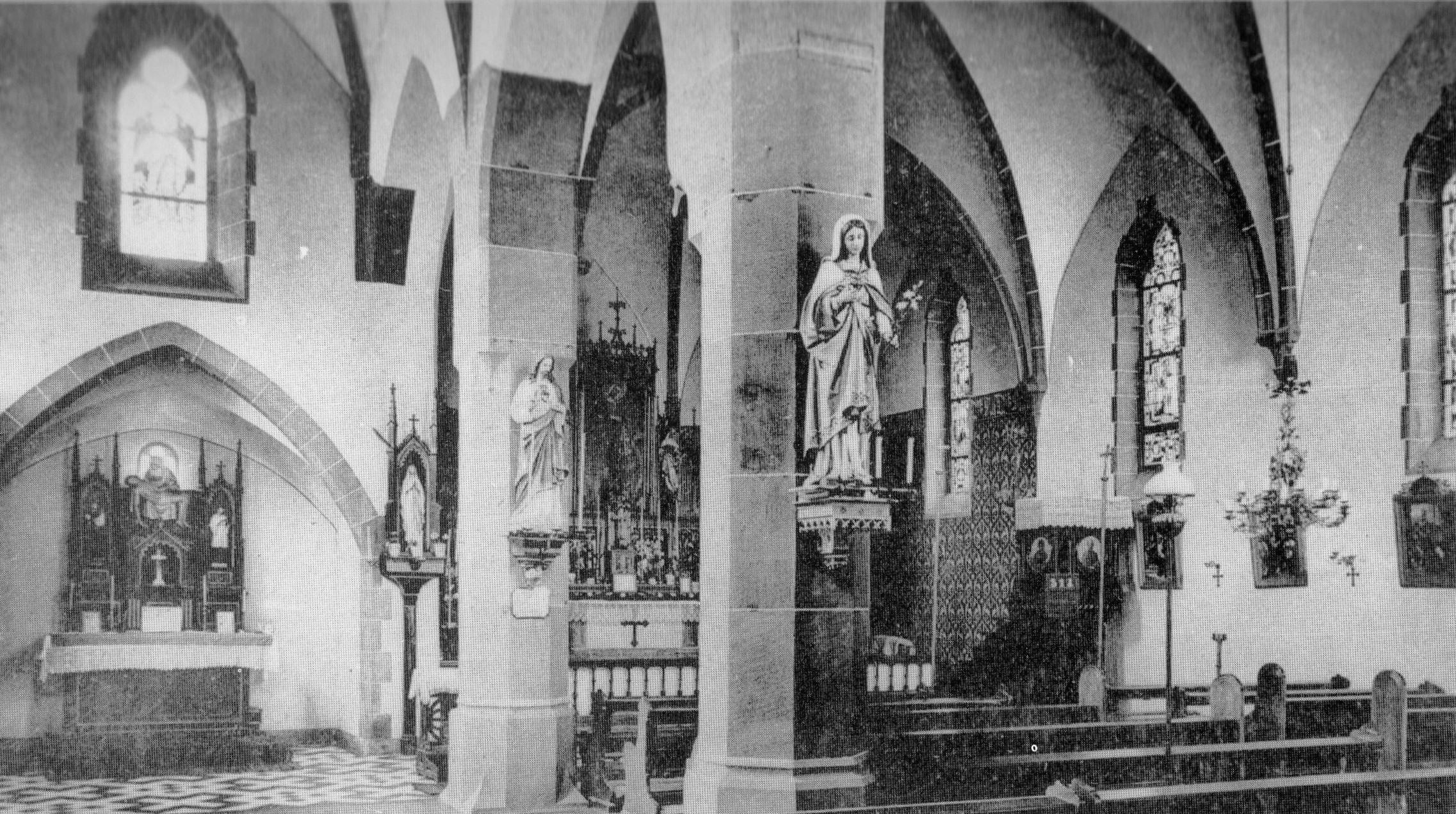
Eine alte Innenansicht der Kirche von 1904; Links ein Seitenaltar von 1888

Die erste Kirche der Stadt Bad Soden stammt aus dem 15. Jahrhundert. Nach der Reformation wurde diese Kirche jedoch evangelisch, was dazu führte, dass die katholischen Bewohner ab diesen Zeitpunkt keine Kirche mehr besaßen. Um den Gottesdienst zu feiern, mussten sie nun ins höher gelegene Neuenhain gehen.
Mitte des 19. Jahrhunderts stieg die Zahl der Kurgäste, die vor allem dem Katholischen Glauben folgten. Daher kam nach und nach die Überlegung den katholischen Gottesdienst zunächst im Sodener Gemeindesaal zu veranstalten. Jedoch wurde dies vom damaligen Bürgermeister Dinges abgelehnt. Zuzüglich versuchte man ein Komitee zu errichten, um den Bau einer Kapelle zu fördern. Dieser wurde aber zunächst beim Herzoglich Nassauischen Amt in Höchst abgelehnt. Doch 1861 konnte der Erfolg gefeiert werden und es gründete sich ein Komitee zur Erbauung einer katholischen Kirche in Bad Soden. Nachdem 1862 die Nassauische Landesregierung, die Stadt Soden und das Bischöfliche Ordinariat Limburg den Bau einer Kapelle genehmigten, konnte der Grundstein am 29. September 1862 gelegt werden. Bereits im November 1862 war der Rohbau fertig. Am 17. Juli 1864 wurde die Kapelle der Hl. Katharina von Alexandrien geweiht.
Doch schon im darauffolgenden Jahr folgten die ersten Probleme. Die Empore im Inneren musste gestützt werden, die geplante Sakristei konnte nicht gebaut werden und die angeforderte Glocke konnte nicht bezahlt werden. Des Weiteren kam es des Öfteren zu Gottesdienstausfällen und sogar zu einer sechswöchigen Schließung der Kapelle aufgrund der Krankheit des Neuenhainer Pfarrers. Ferner war Soden zu dieser Zeit noch keine eigene Pfarrerei, was eine Überschreibung des Grundstückes nicht möglich machte. Am 24. Dezember 1872 wird die Pfarrei Soden errichtet. Erster Pfarrer dieser Gemeinde wurde Pfarrer Bigot. Nach dessen Amtszeit trat Pfarrer Johannes Butz 1885 die Stelle an. 1893 wird ein neuer Altar erbaut. Dieser hölzerne Bau entsteht im Stil der Neugotik. In der Mitte wird das Bildnis der Hl. Katharina gesetzt. 1899 verstarb Pfarrer Butz. Seine stelle übernahm Pfarrer Gruber. 1904 begann die Sanierung und der Ausbau der Kapelle, welche 1905 beendet werden konnten. 1909 wurde die neue Orgel angebracht. In der nun genannten Pfarrkirche gab es drei Seitenaltäre.
Im Ersten Weltkrieg mussten die Glocken abgegeben werden, welche später nicht mehr auffindbar waren. 1925 ließ man neue Glocken gießen. 1928 wurde ein zusätzlicher Glockenturm direkt neben der Kirche erbaut. 1929 verstarb Pfarrer Gruber. Seine Stelle übernahm Pfarrer Müller. 1930 wurde die Kirche erneut renoviert. Dabei wurde unter anderem eine Warmluftheizung installiert. 1940 verließ Pfarrer Müller die Gemeinde und Pfarrer Weis übernahm die Stelle. Im gleichen Jahr wurden drei der vier Glocken für die Metallspende des deutschen Volkes beschlagnahmt. Im Zweiten Weltkrieg wurde die Kirche schwer zerstört, wobei hauptsächlich der Innenraum durch Splitter beschädigt wurde. 1950 verstarb Pfarrer Weis. Seine Stelle übernahm Pfarrer Sturm. Im selben Jahr wurden die im Krieg zerstörten Fenster erneuert und der Eingang der Kirche verändert. Doch nach und nach wurde die Kirche zu klein. 1954 beschäftigte man sich mit einem Ausbau der Kirche. An Weihnachten 1954 aber gab Geheimrat Max Baginski bekannt, er wolle der Gemeinde ein neues Gotteshaus bauen. Die alte Pfarrkirche wurde dann in den 1950er Jahren abgerissen. Die Kirche befand sich an der heutigen Kreuzung Parkstraße und Paul-Reiss-Straße (heute steht hier das Apartmenthotel).

## Neubau von St. Katharina

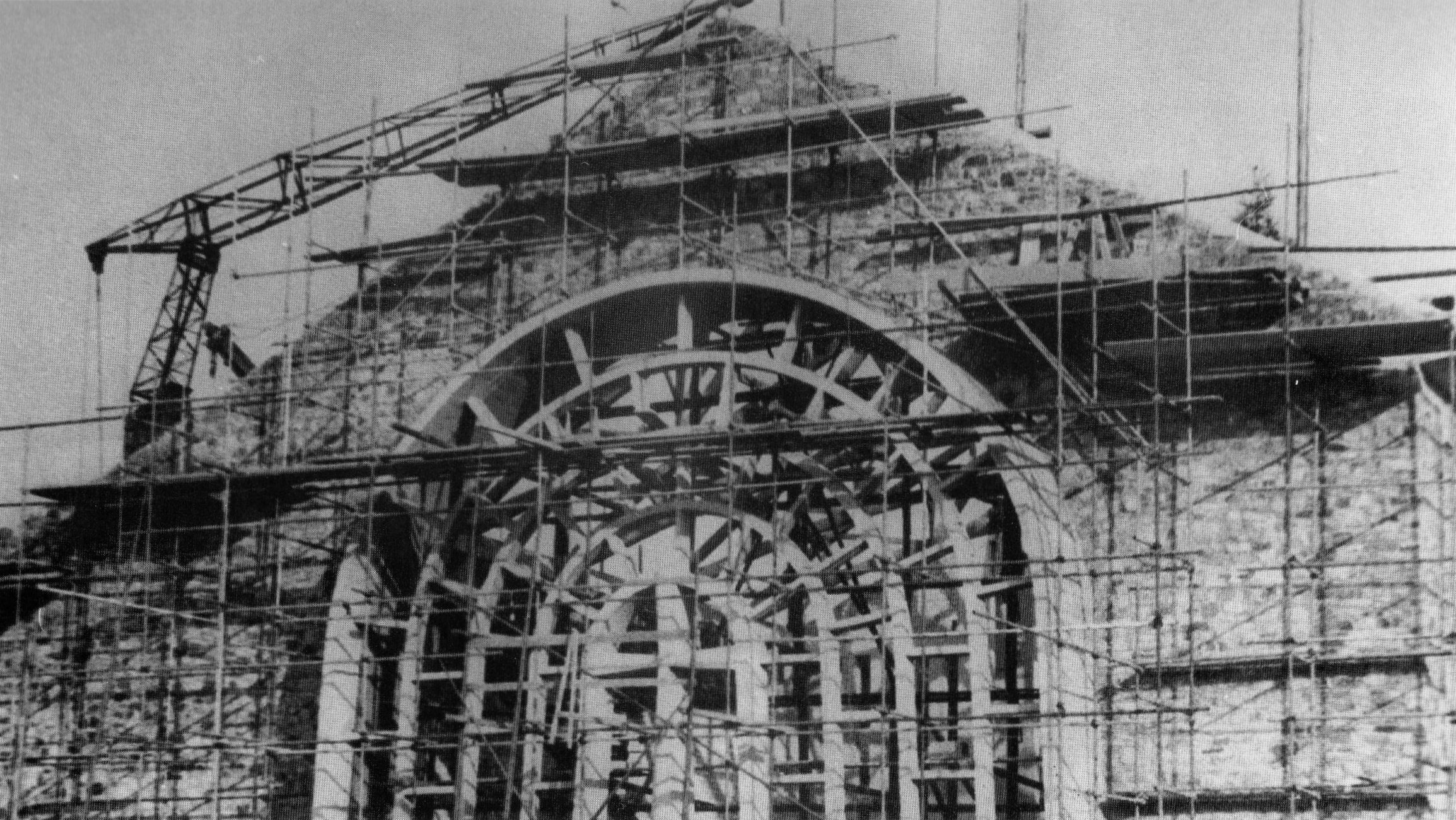
Bau der neuen katholischen Kirche 1956

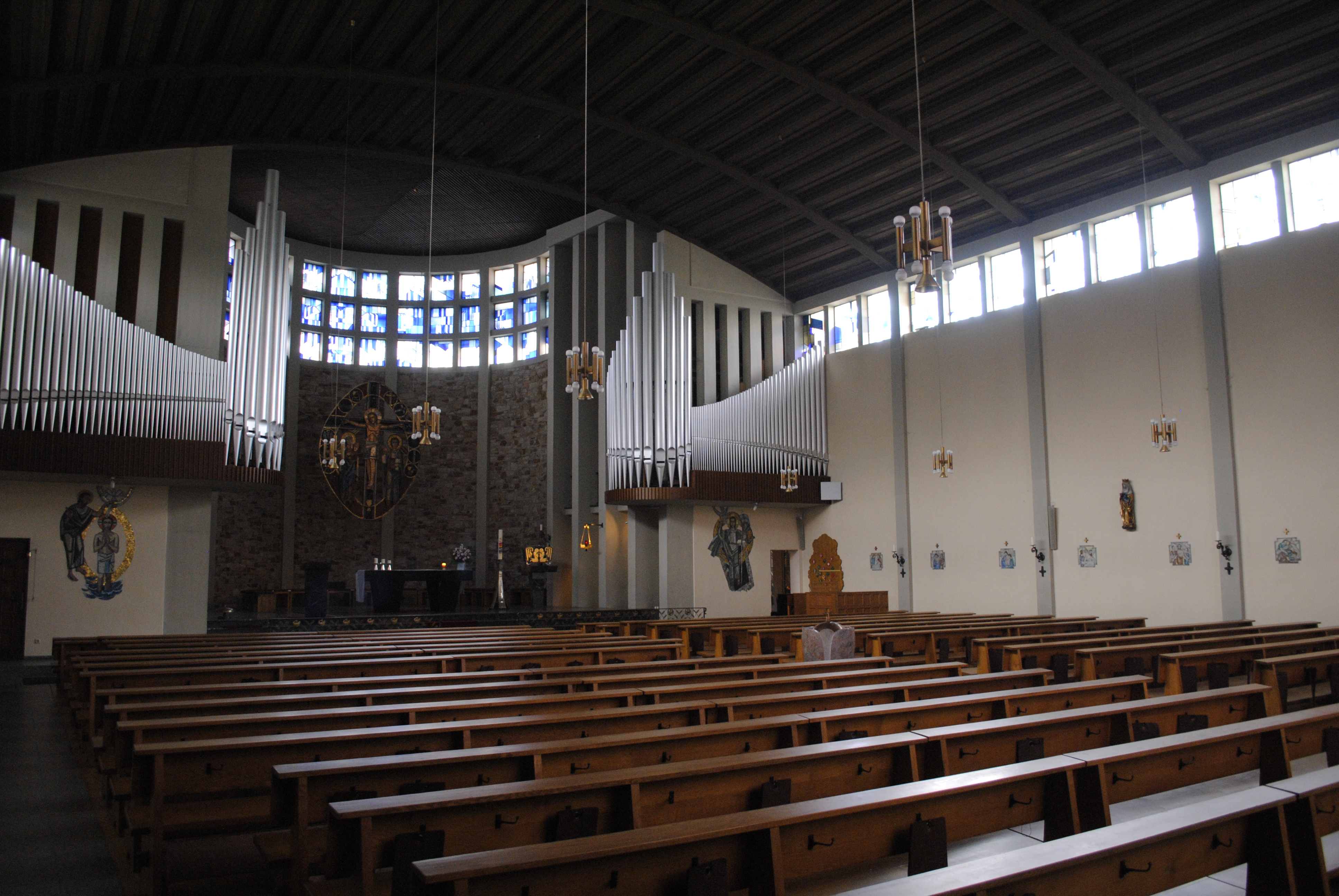
Innenraum

Max Baginski persönlich finanzierte die ganze Kirche und das nebenstehende Pfarrhaus. Architekt dieser Kirche war Paul Johannbroer aus Wiesbaden. Am 15. August 1955 erfolgte der erste Spatenstich und am 6. November 1955 wurde der Grundstein gelegt. Am 1. September 1957 fand die Weihe von St. Katharina unter dem Limburger Bischof Wilhelm Kempf statt.
Am 25. November 1957 wurde die neue Orgel durch Domkapellmeister Hans Pabst aus Limburg eingeweiht. Dabei wurden vom Frankfurter Organist Wilhelm Stollenwerk mehrere barocke, klassische und moderne Stücke gespielt. Ende 1956 wurde das nebenan stehende Pfarrhaus fertiggestellt. 1964 wurde der Max-Bagisnki-Kindergarten in der Alleestraße erbaut und eröffnet.
Bis heute fanden drei größere Renovierungen statt, die erste aufgrund des Zweiten Vatikanischen Konzils. Dabei wurden der Altar abgesenkt und der Tabernakel verschoben. 1983 wurde die Kirche erneut renoviert, wobei die alten Hochaltarfiguren und das Gemälde der St. Katharina an der Gruft von Max Baginski aufgehängt wurden. 2006 begannen die Vorbereitungen zur 50-Jahr-Feier. Das Taufbecken wurde dabei in die Mitte der Kirche gestellt, die Natursteinwand im Chor restauriert, die Bestuhlung im Chorraum geändert und der Ambo verschoben.

## Gemeinde
Eine wichtige Rolle spielte auch die Thuiner Franziskanerin Schwester Paula in der Gemeinde. Sie war jahrelang Küsterin und Hausmeisterin der Kirche und sorgte sich um Obdachlose und hilfsbedürftige Menschen in Bad Soden. Sie verstarb im Jahr 2006. Die Gemeinde beherbergt die Kindertagesstätte St. Katharina, welche sich direkt neben der Kirche befindet.

## Priester der Gemeinde
- Pfarrer Bigot, 1872–1885.
- Pfarrer Johannes Butz, 1885–1899.
- Pfarrer Friedrich Georg Gruber, 1899–1929.
- Dekan Wilhelm Müller, 1929–1940.
- Pfarrer Heinrich Weis, 1940–1950.
- Pfarrer Georg Sturm, 1950–1978.
- Pfarrer Karl Kindermann, 1978–1979.
- Pfarrer Peter Schleifer, 1979–1982.
- Pfarrer Paul Schäfer, 1982–2017.[1]
- Pfarrer Alexander Brückmann, seit 2017[2]

## Trivia
Das Motiv Die Geburt Christi aus dem großen Glasfenster zierte die Weihnachtsmarke 2020.

## Galerie

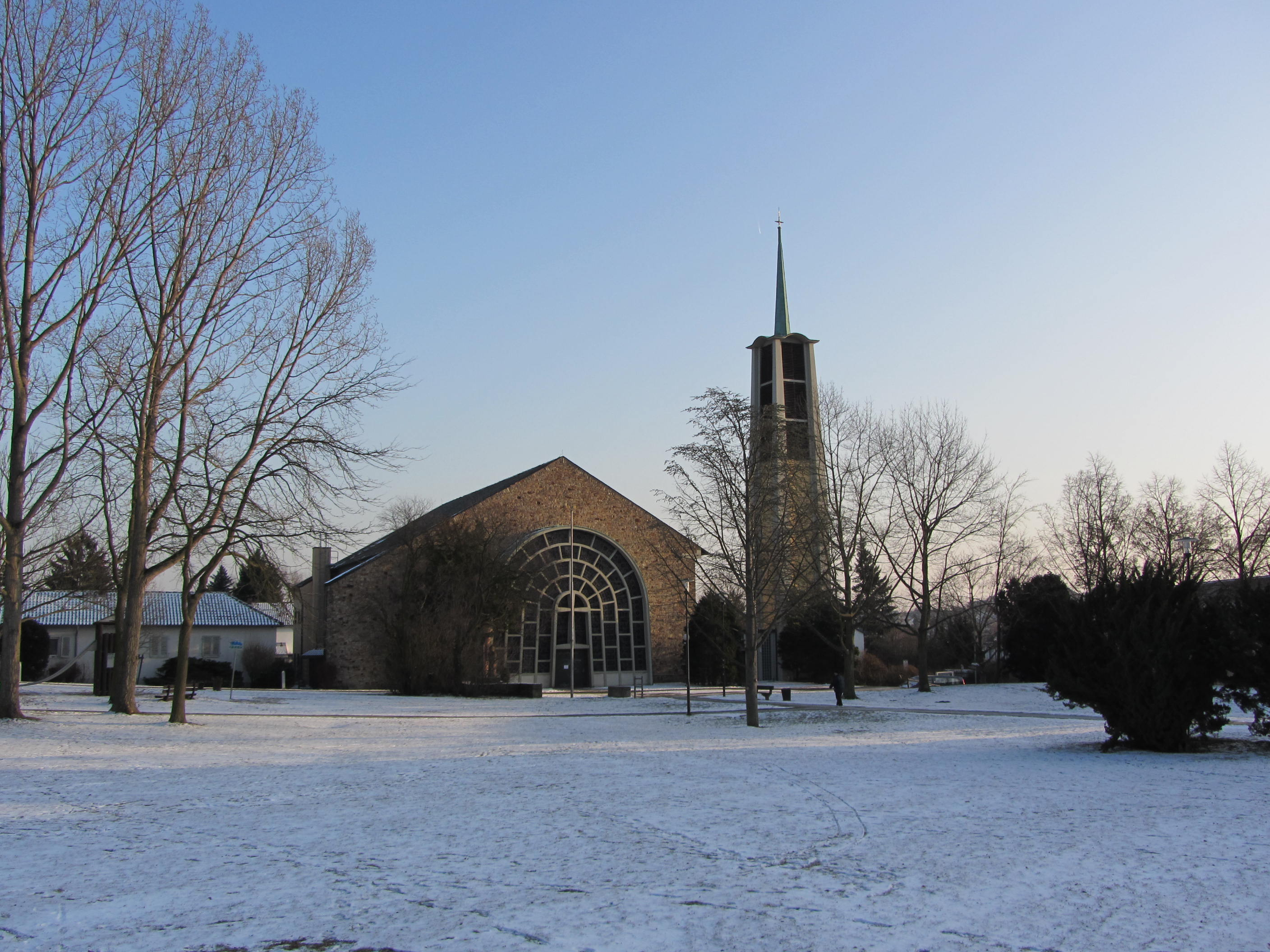
Im Winter
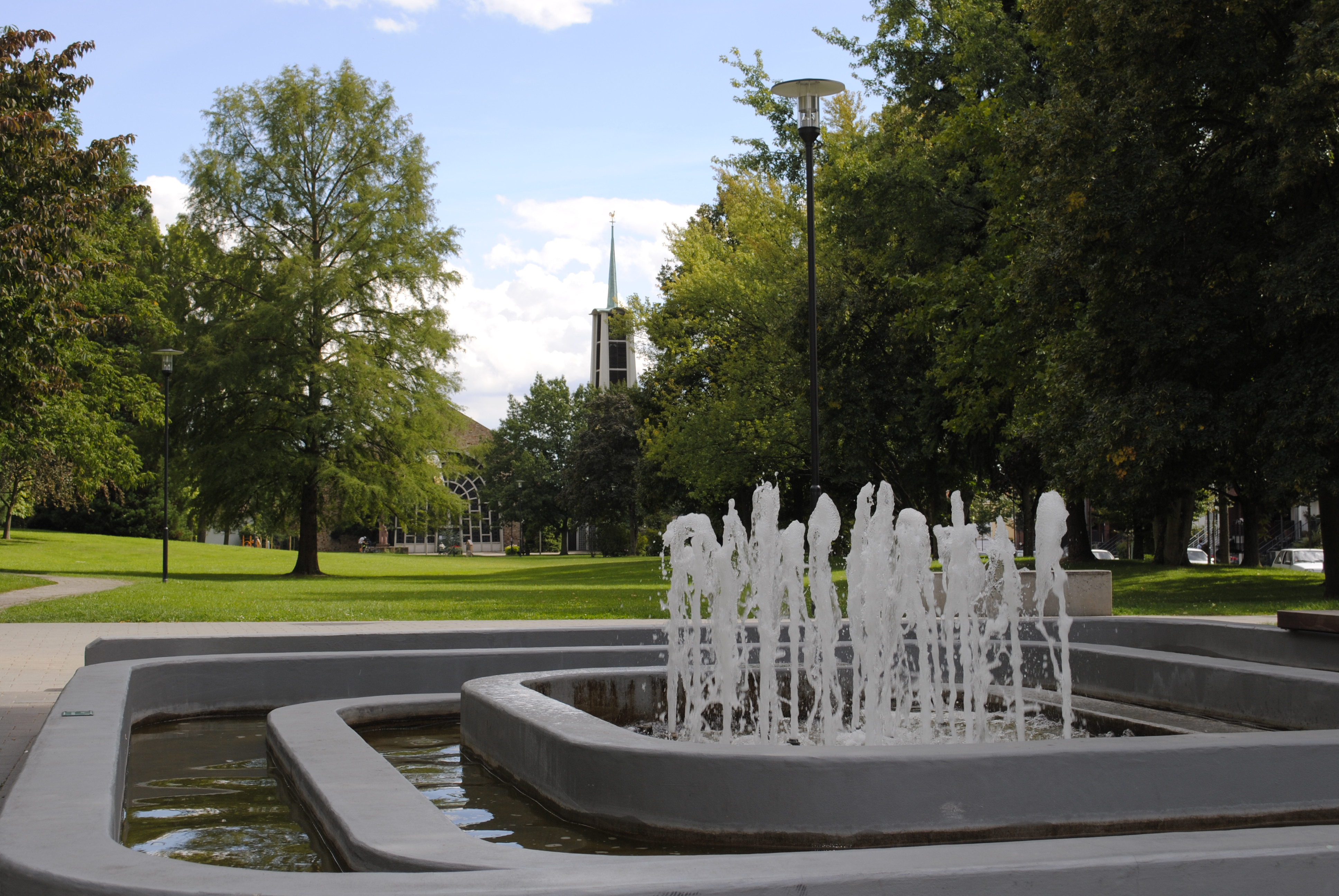
Kirche im Neuen Kurpark
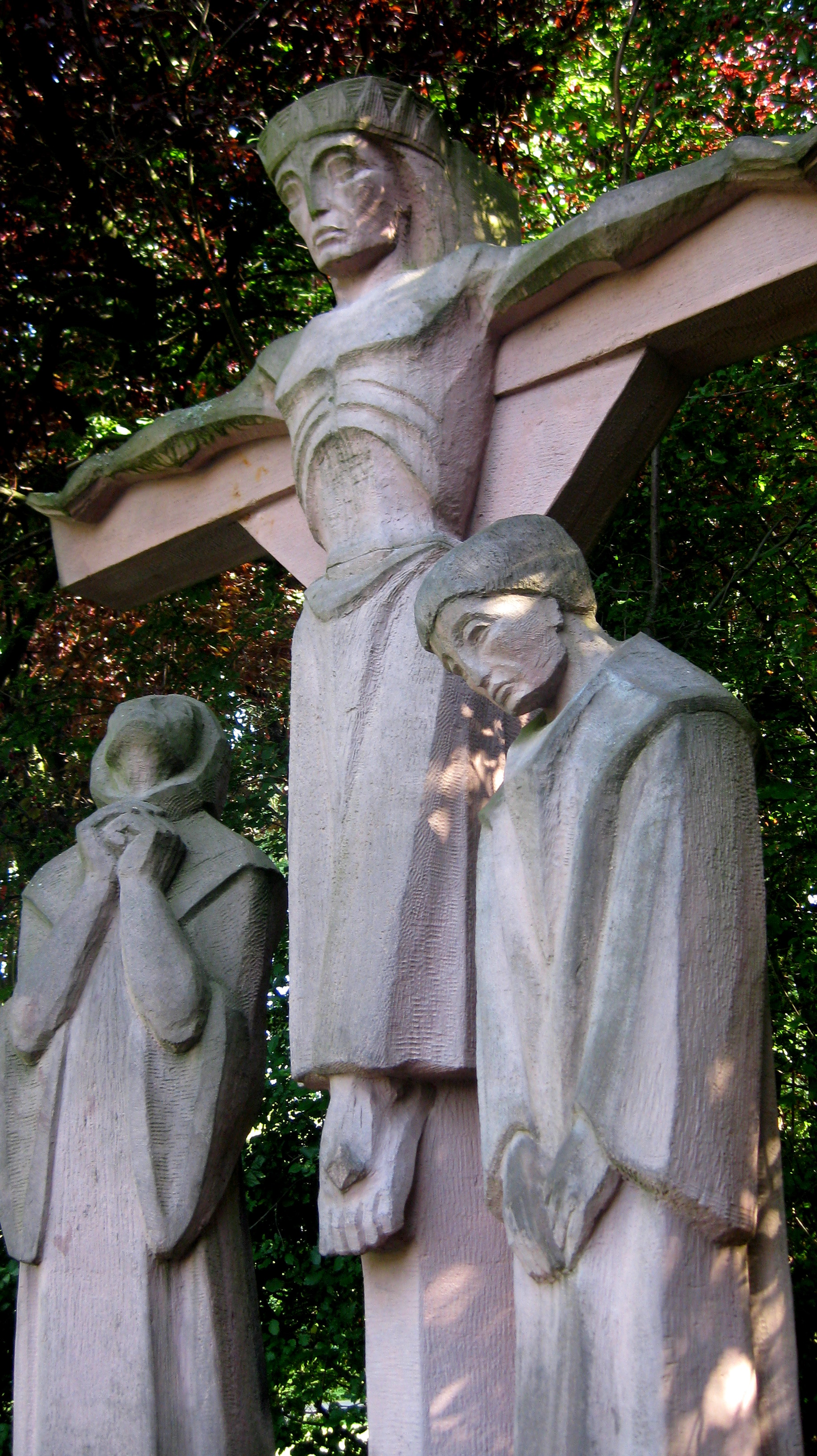
Kreuz auf dem Vorplatz
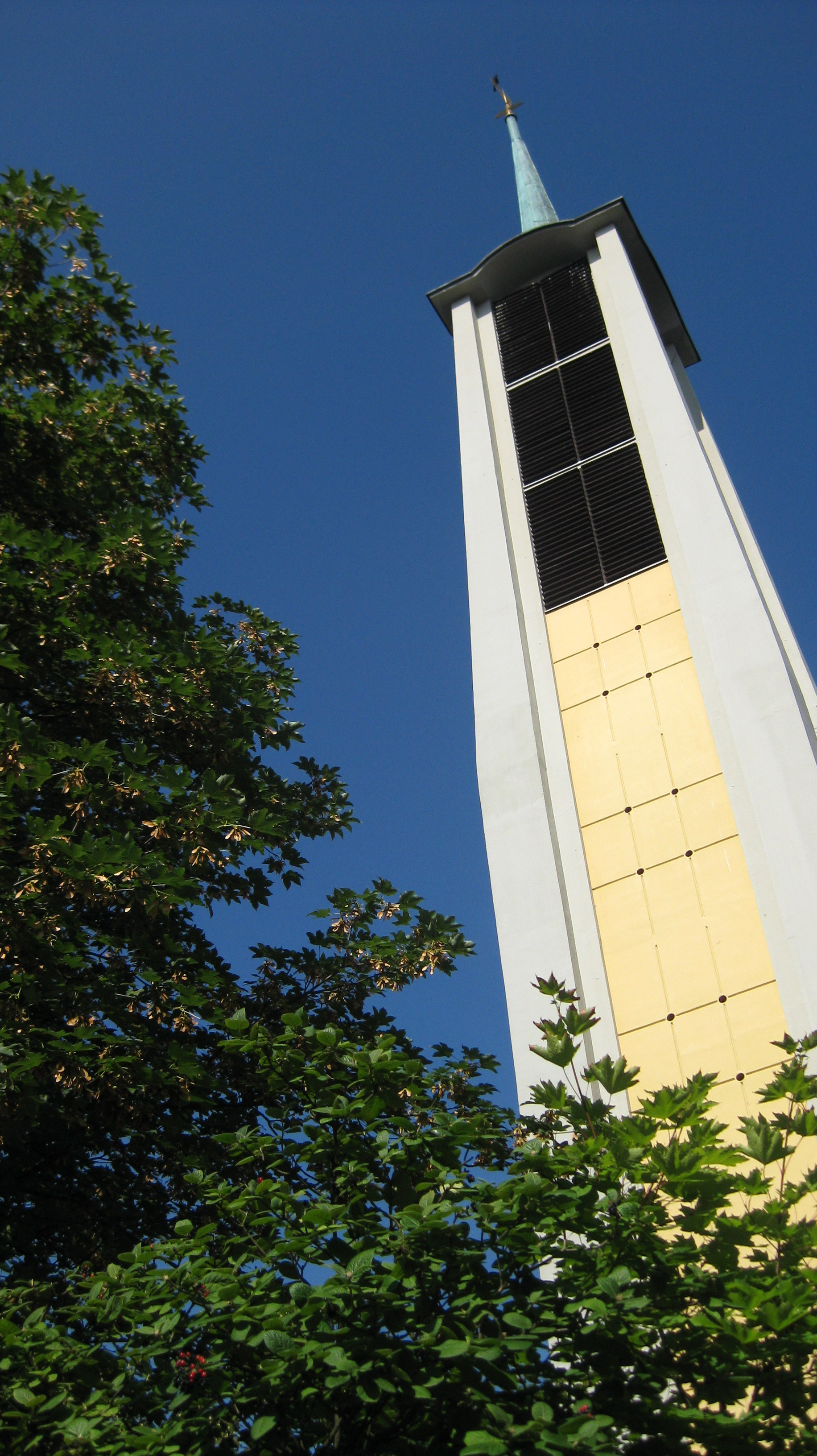
Kirchturm
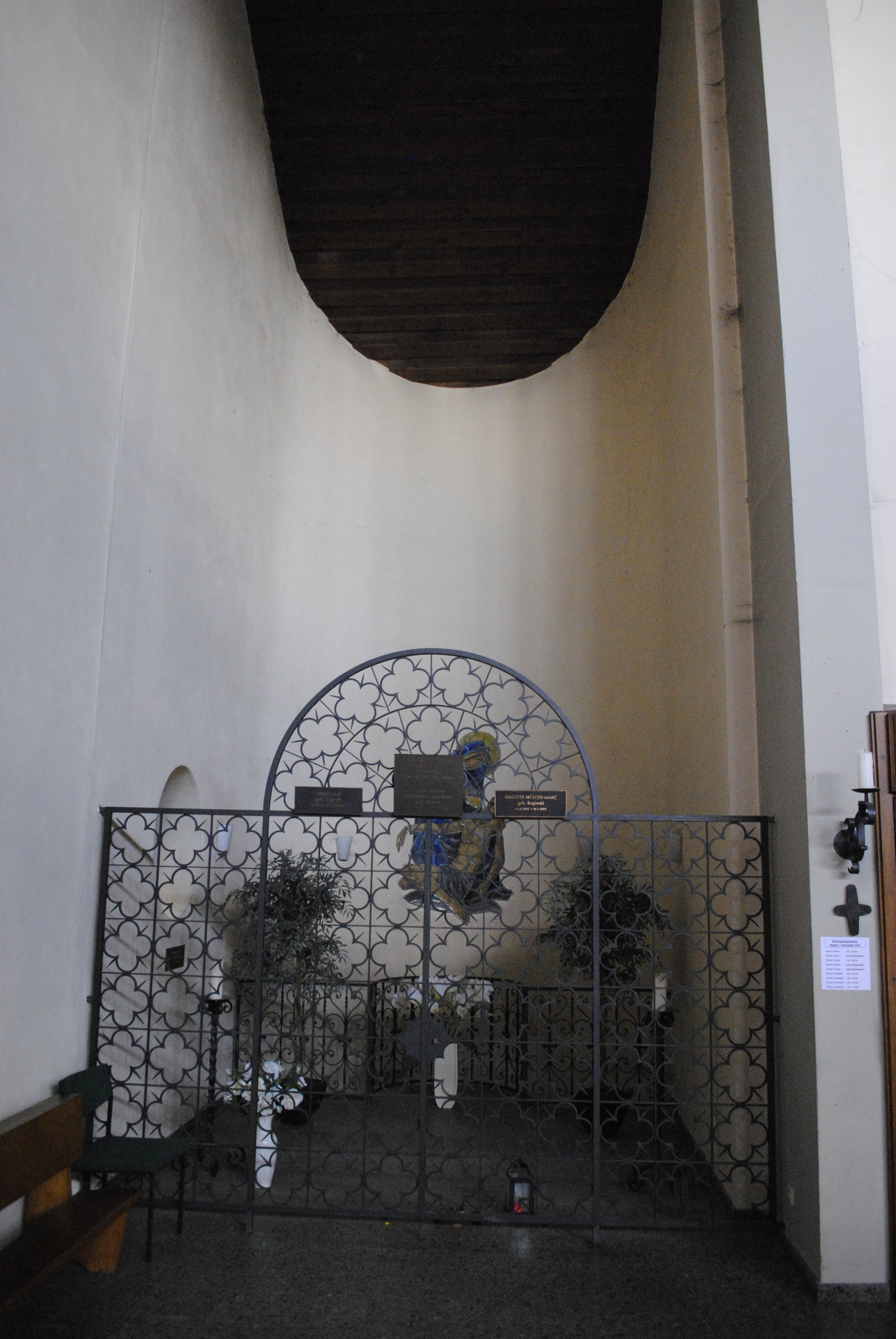
Baginski-Gruft